# Orel (město)
Orel, též Orjol (rusky Орёл, výslovnost  [ɐˈrʲol]IPA) je město v západním Rusku, 325 km jižně od Moskvy a 160 km od rusko-ukrajinské hranice. Městem protéká řeka Oka (přítok Volhy). Orel je centrem Orelské oblasti a dělí se na čtyři městské rajóny. Žije zde přibližně 304 tisíc obyvatel.

## Dějiny

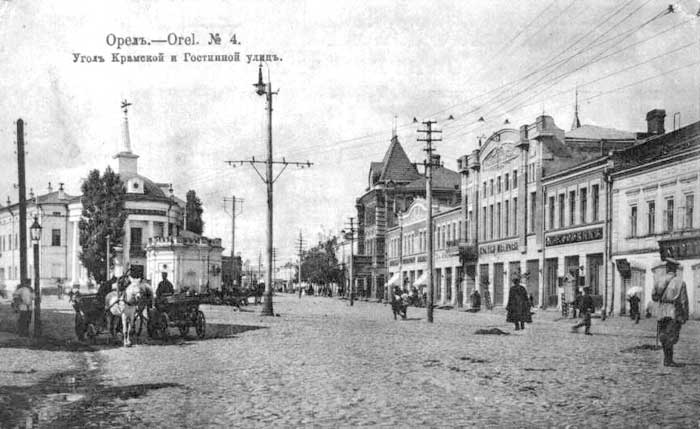
Orel v roce 1900

Podle archeologických nálezů zde ve 12. století bylo hradiště a patřilo k Černigovskému knížectví. Ve 13. století bylo součástí Karačevského knížectví. Počátkem 15. století území obsadilo Litevské velkoknížectví. Obyvatelé město opustili, když bylo vypleněno Litevci nebo Zlatou hordou. V 16. století se stalo součástí Ruska. Na popud cara Ivana IV. zde byla v letech 1566–1567 postavena pevnost. Její umístění nebylo ideální, protože okolní rovina byla každoročně zaplavována a pevnost mohla být snadno napadena z blízké vyvýšeniny. V roce 1605 městem prošlo vojsko Lžidimitrije I., v roce 1606 Ivan Bolotnikov a v zimě 1607–1608 zde tábořil Lžidimitrij II. V letech 1611 a 1615 město vyplenilo polské vojsko. Po druhém vyplenění obyvatelé odešli do Mcenska, ale orelský ujezd administrativně existoval nadále. V roce 1636 byl Orel obnoven, ale k přesunu pevnosti na výhodnější místo nedošlo a jako nepotřebná byla na počátku 18. století rozebrána. V polovině 18. století byl Orel centrem zemědělské oblasti a vznikly zde jedny z prvních manufaktur v Rusku. Řeka Oka byla hlavní obchodní cestou, než ji v roce 1868 nahradila železnice. Orel leží na důležitém silničním i železničním tahu Moskva – Kursk – Charkov – Sevastopol, který se zde kříží s tratí Brjansk – Jelec.
V roce 1702 se Orel stal městem a roku 1708 byl začleněn do Kyjevské gubernie. Po říjnové revoluci 1917 byl město v rukou bolševiků. Pouze od 13. do 20. října 1919 ho ovládli bělogvardějci Antona Děnikina. V místní věznici skončilo mnoho politických vězňů a válečných zajatců. 11. září 1941 bylo v nedalekém Medveděvském lese na příkaz Josifa Stalina zastřeleno 160 politických vězňů, mezi nimi i diplomat Christian Rakovskij. 7. října 1941 město obsadila německá armáda. Město osvobodila Rudá armáda 5. srpna 1943 během operace Kutuzov, zvané také Orelská operace. Orel byl přitom téměř zcela zničen.
V noci ze 13. na 14. prosince 2024 byl ve městě zasažen při ukrajinském dronovém útoku ropný sklad Stalnyj Kony, jeden z největších ruských terminálů na přepravu ropných produktů. V ropném terminálu vypukl požár.

## Osobnosti
- Leonid Nikolajevič Andrejev (1871–1919), spisovatel
- Michail Michajlovič Bachtin (1895–1975), literární vědec
- Nikolaj Jakovlevič Danilevskij (1822–1885), filozof, biolog a historik
- Vladimir Alexandrovič Rusanov (1875 – cca 1913), geolog a polární badatel
- Ivan Sergejevič Turgeněv (1818–1883), spisovatel, ve městě má muzeum

## Vývoj počtu obyvatel
| Rok  | Počet obyvatel |
| ---- | -------------- |
| 1897 | 69 735         |
| 1939 | 110 564        |
| 1959 | 151 521        |
| 1970 | 232 216        |
| 1979 | 304 971        |
| 1989 | 336 862        |
| 2002 | 333 310        |
| 2010 | 317 747        |

Zdroj: Sćítání lidu

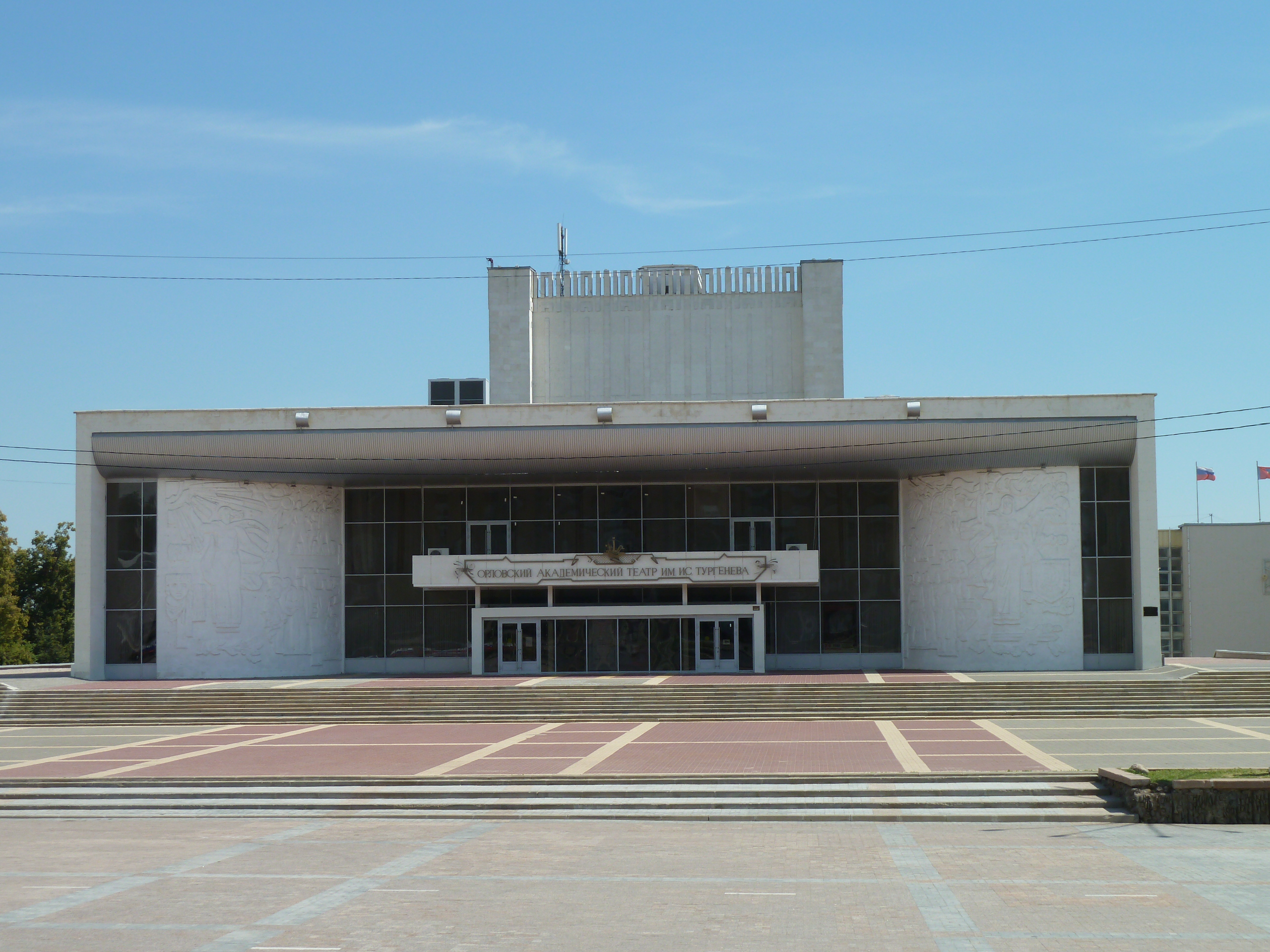
Divadlo Ivana Sergejeviče Turgeněva
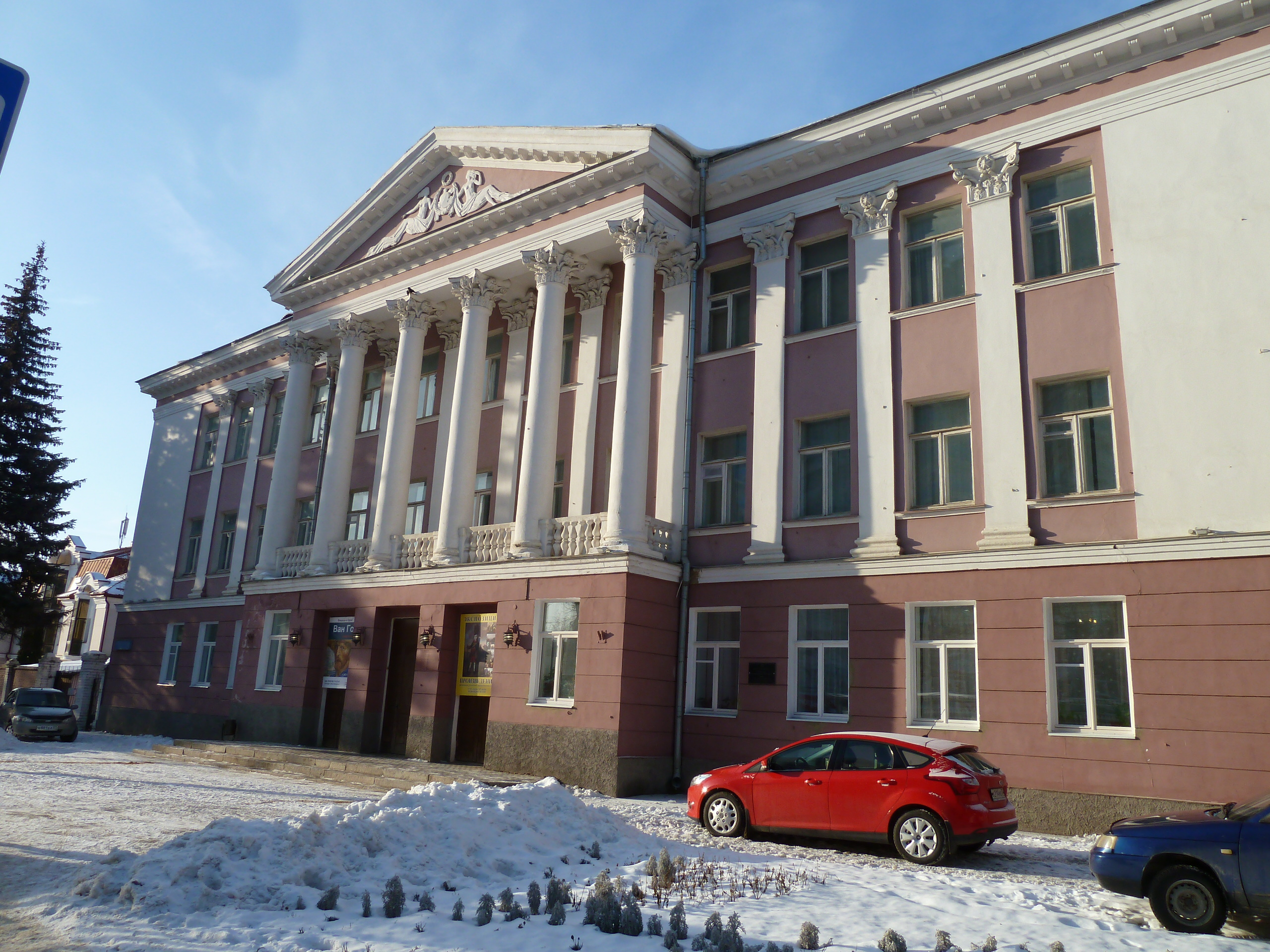
Muzeum výtvarného umění
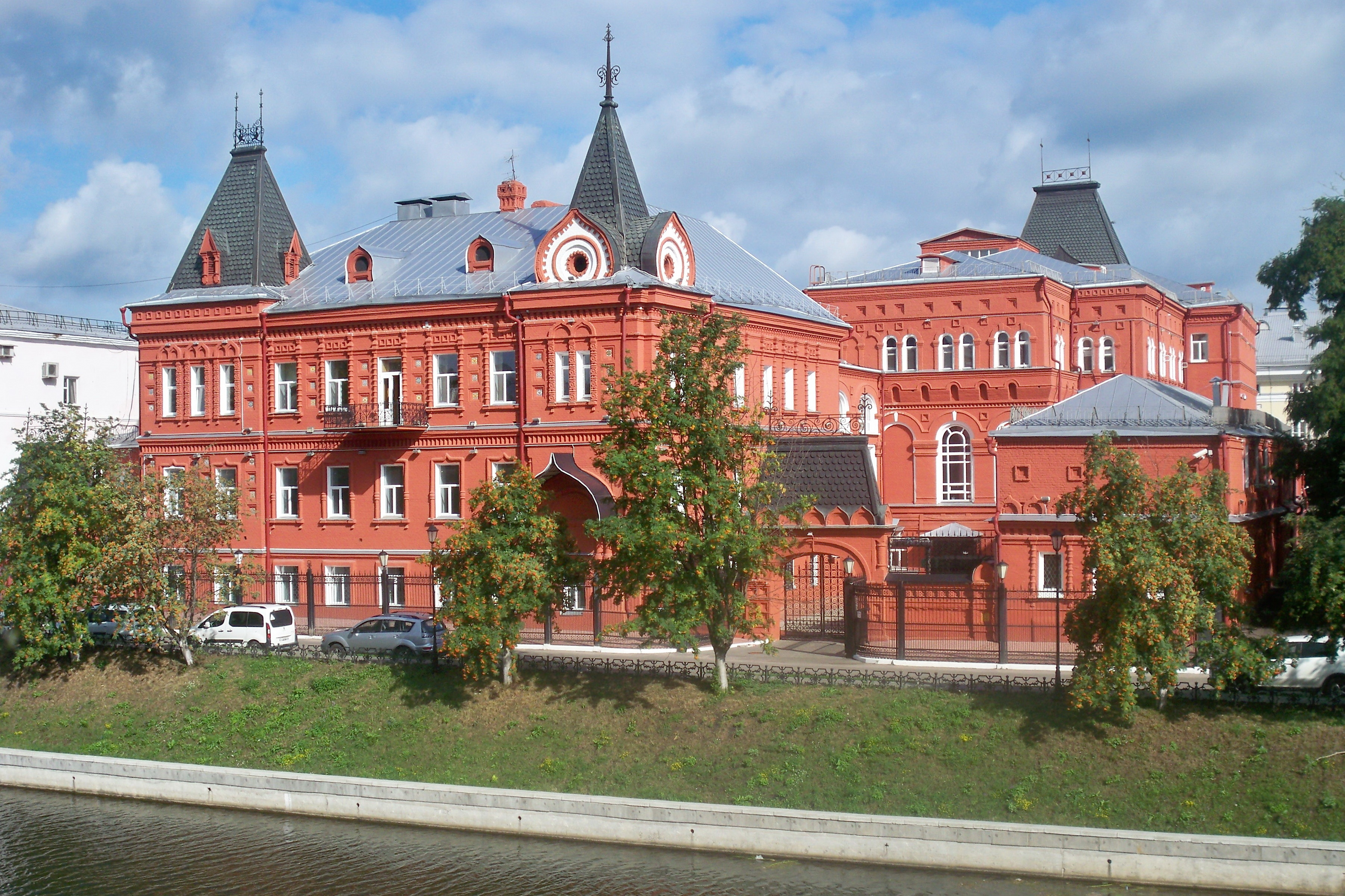
Budova centrální banky
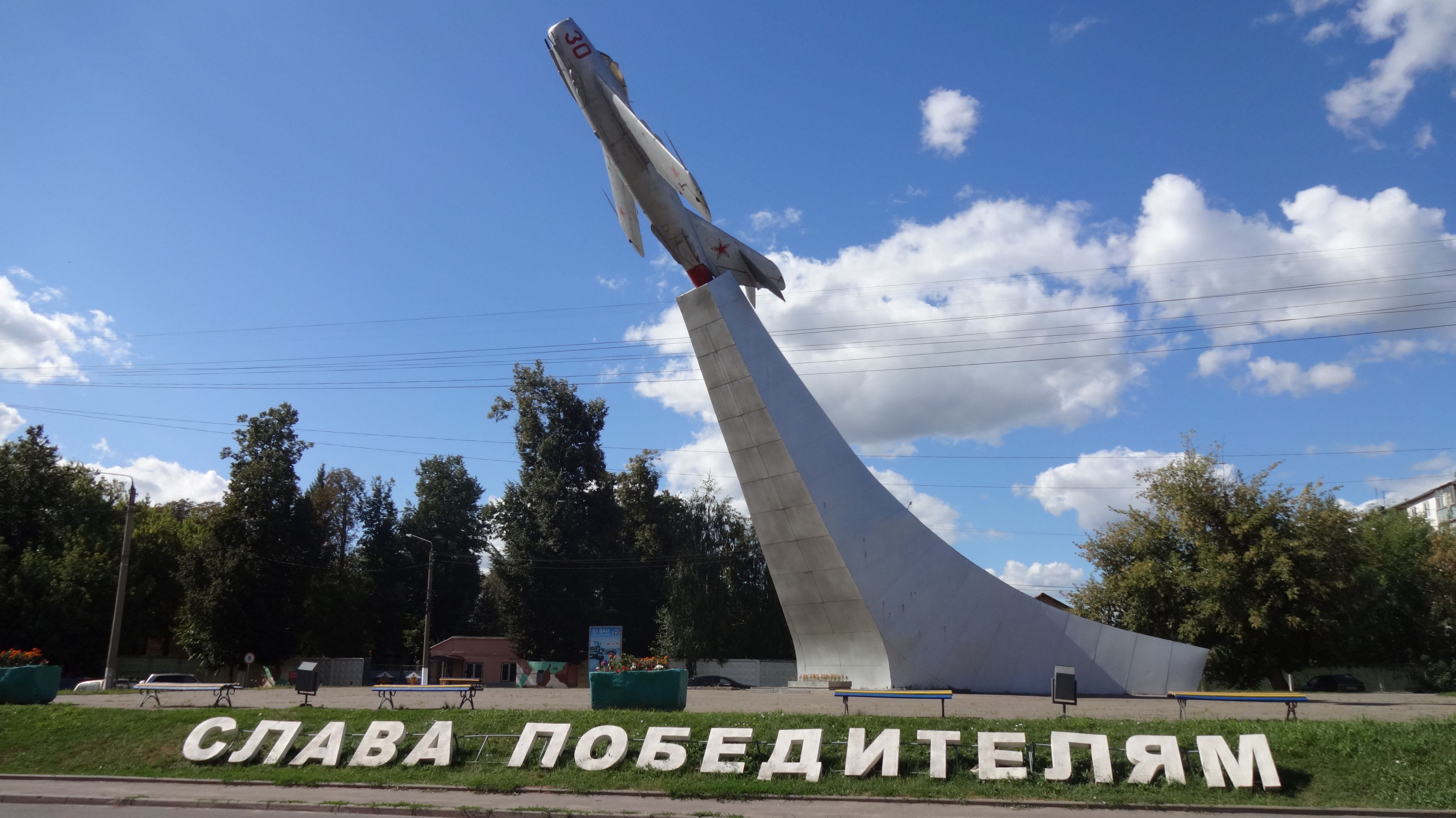
Památník letcům

## Partnerská města
- Nokia, Finsko (1967)
- Razgrad, Bulharsko (1968)
- Offenbach nad Mohanem, Německo (1988)
- Kerč, Ukrajina (2004)
- Bělgorod, Rusko (2012)